# Fylkesväg 219
Fylkesväg 219 (norska: Fylkesvei 219) är en primär fylkesväg i Stor-Elvdals kommun i Innlandet fylke i östra Norge som går mellan orterna Atna och Enden. Vägen är 39,5 kilometer lång och asfalterad. Den passerar bland annat genom kyrkbyn Sollia.
Sträckan mellan Sollia kyrka och Enden har status som nationell turistväg (Rondane).

## Anslutningar
Fylkesväg 219 ansluter till:
- Riksväg 3 (vid Atna)
- Fylkesväg 27 (vid Enden)